# Parkesia
Parkesia — рід горобцеподібних птахів родини піснярових (Parulidae). Представники цього роду мешкають в Америці. Раніше їх відносили до роду Смугастоволець (Seiurus), однак за результатами молекулярно-філогенетичного дослідження вони були переведені до новоствореного роду Parkesia, названого на честь американського орнітолога Кеннета Керролла Паркса (1922-2007).

## Види
Виділяють два види:
- Смугастоволець білобровий (Parkesia motacilla)
- Смугастоволець річковий (Parkesia noveboracensis)